# Pottia melbourniana
Pottia melbourniana là một loài rêu trong họ Pottiaceae. Loài này được Dixon ex Weymouth & Rodway mô tả khoa học đầu tiên năm 1922.
Danh pháp khoa học của loài này chưa được làm sáng tỏ. 